# Asociación para la Investigación de Medios de Comunicación
La Asociación para la Investigación de Medios de Comunicación (AIMC) es una asociación española de 160 empresas gestoras de o relacionadas con medios de comunicación.
Entre sus integrantes destacan los medios de comunicación (televisiones, radios, periódicos, revistas, sitios de Internet) y las empresas vinculadas al sector publicitario (anunciantes, agencias de publicidad, consultores).
Esta asociación se encarga de elaborar el Estudio general de medios (EGM).